# ماهی ماندارین روانگردان
ماهی ماندارین روانگردان (نام علمی: Synchiropus picturatus) نام یک گونه از تیره بچه‌اژدهاماهیان است.